# Stuart Gorrell
Stuart Graham Steven Gorrell, född 17 september 1901 i Knox, Indiana, död 10 augusti 1963 i New Jersey, var en amerikan som är mest känd för att ha skrivit texten till sången "Georgia on My Mind".
Gorrell föddes i Knox, Indiana och blev vid Indiana University bekant med Hoagy Carmichael som också studerade där. Vid en fest spelade Carmichael en melodi han hade börjat komponera, och de två satt sedan uppe hela natten, Carmichael skrev klart musiken och Gorrell texten.
Gorrell blev senare banktjänsteman och skrev såvitt känt inte några fler sångtexter.